# صدح
الصدح (باللاتينية: Commicarpus) جنس نباتي من الفصيلة الشبّية. يضم عدة أنواع من النباتات البرية العشبية. يعتبر هذا الجنس مشابها لجنس الحثرة، ولذلك فبعض الأنواع مختلف على تبعيتها فيما بين هذين الجنسين.

## من أنواع الصدح
- الصدح الإفريقي (باللاتينية: Commicarpus africanus) وهو نفس نبات الحثرة الرصاصية (باللاتينية: Boerhavia plumbaginea)
- صدح بواسييه (باللاتينية: Commicarpus boissieri) في جنوب الجزيرة العربية ومصر (بما فيها سيناء)
- الصدح قائم الثمار (باللاتينية: Commicarpus stenocarpus) أو الحثرة قائمة الثمار في جنوب الجزيرة العربية
- الصدح كبير الأزهار (باللاتينية: Commicarpus grandiflorus) في اليمن ومصر (بما فيها سيناء)
- الصدح المُجَيَّب (باللاتينية: Commicarpus sinuatus) في بلاد الشام ومصر (بما فيها سيناء)
- الصدح الهيليني (باللاتينية: Commicarpus helenae) في كل مناطق الوطن العربي المتوسطية

## معرض صور

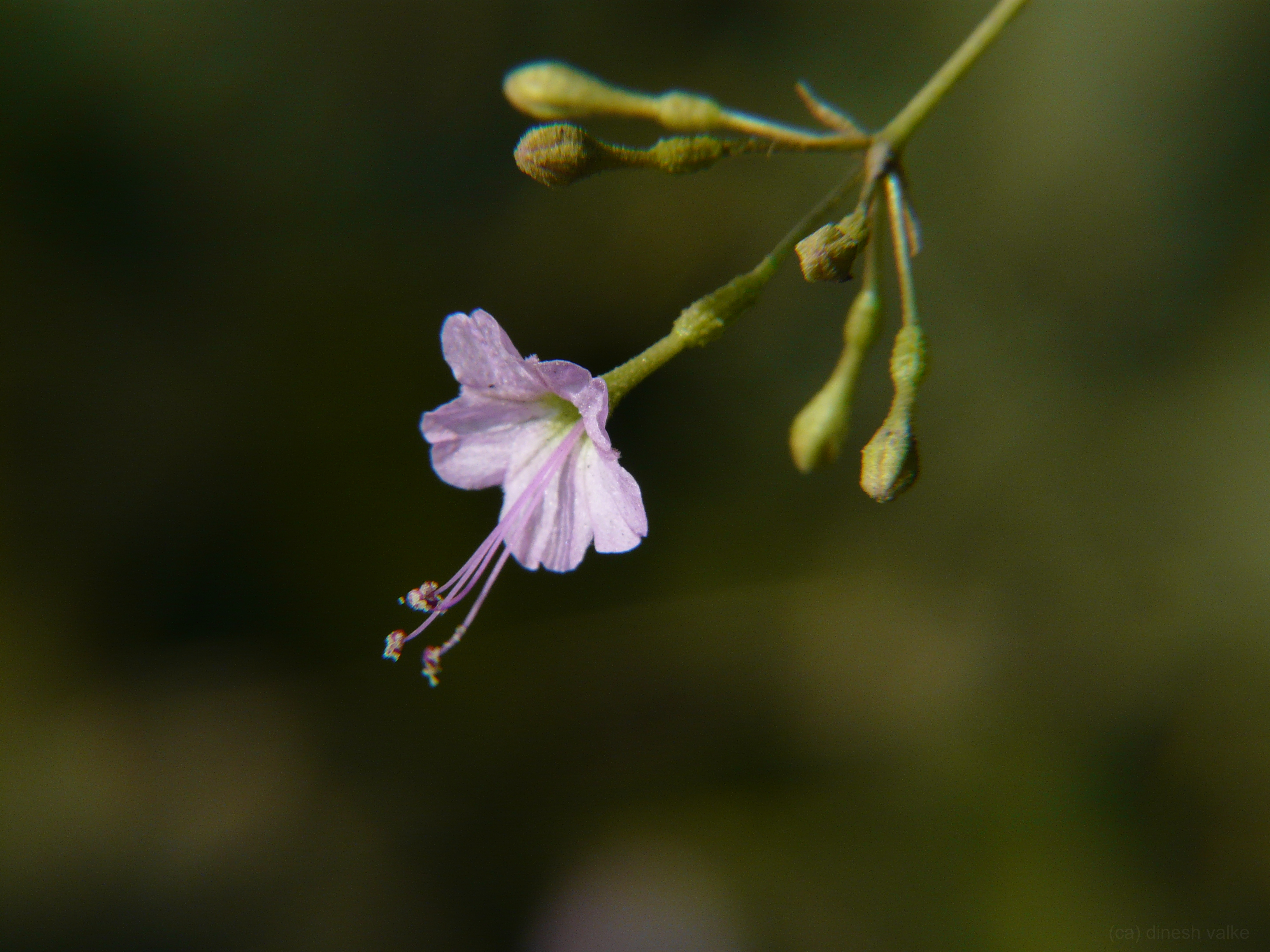
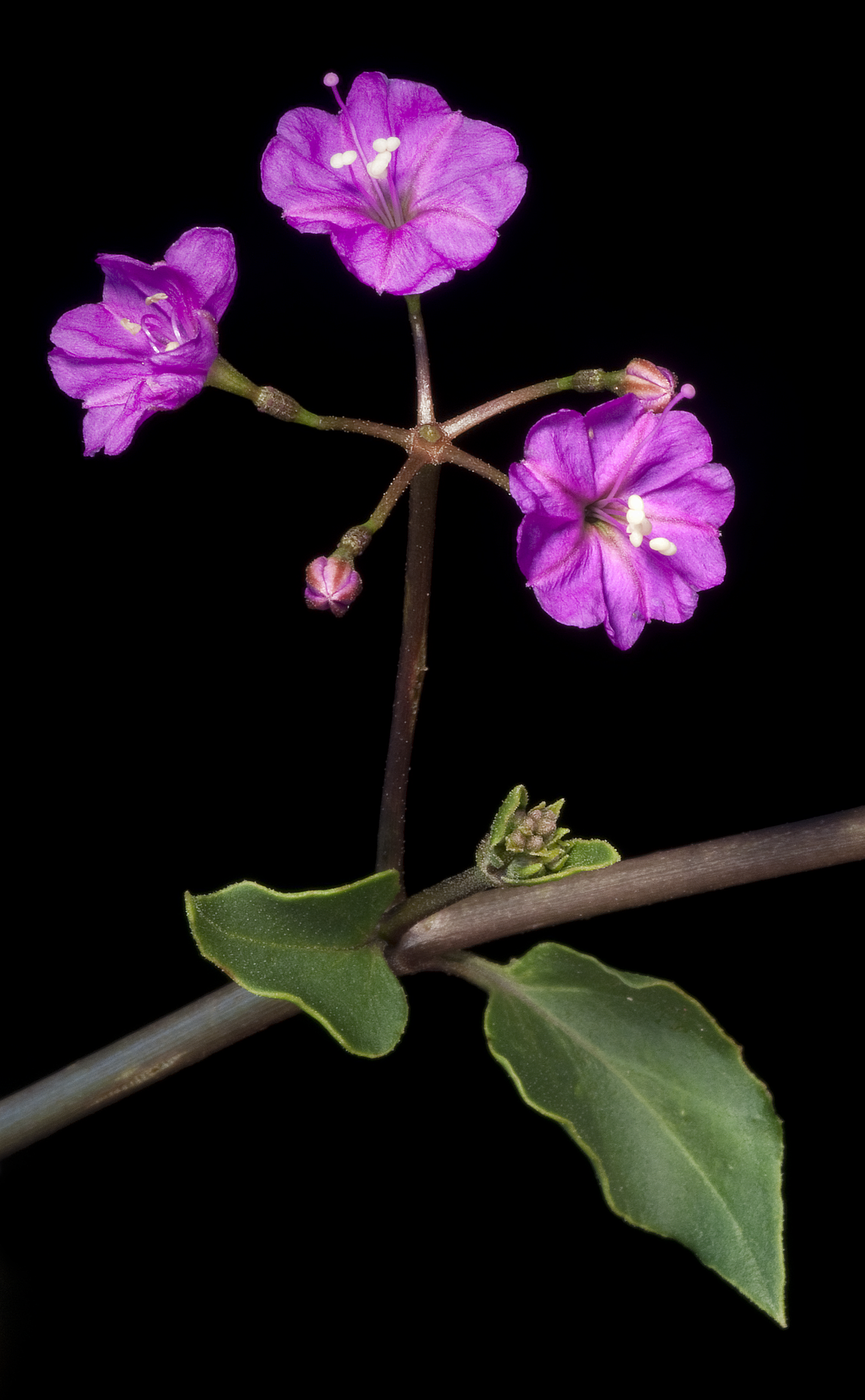
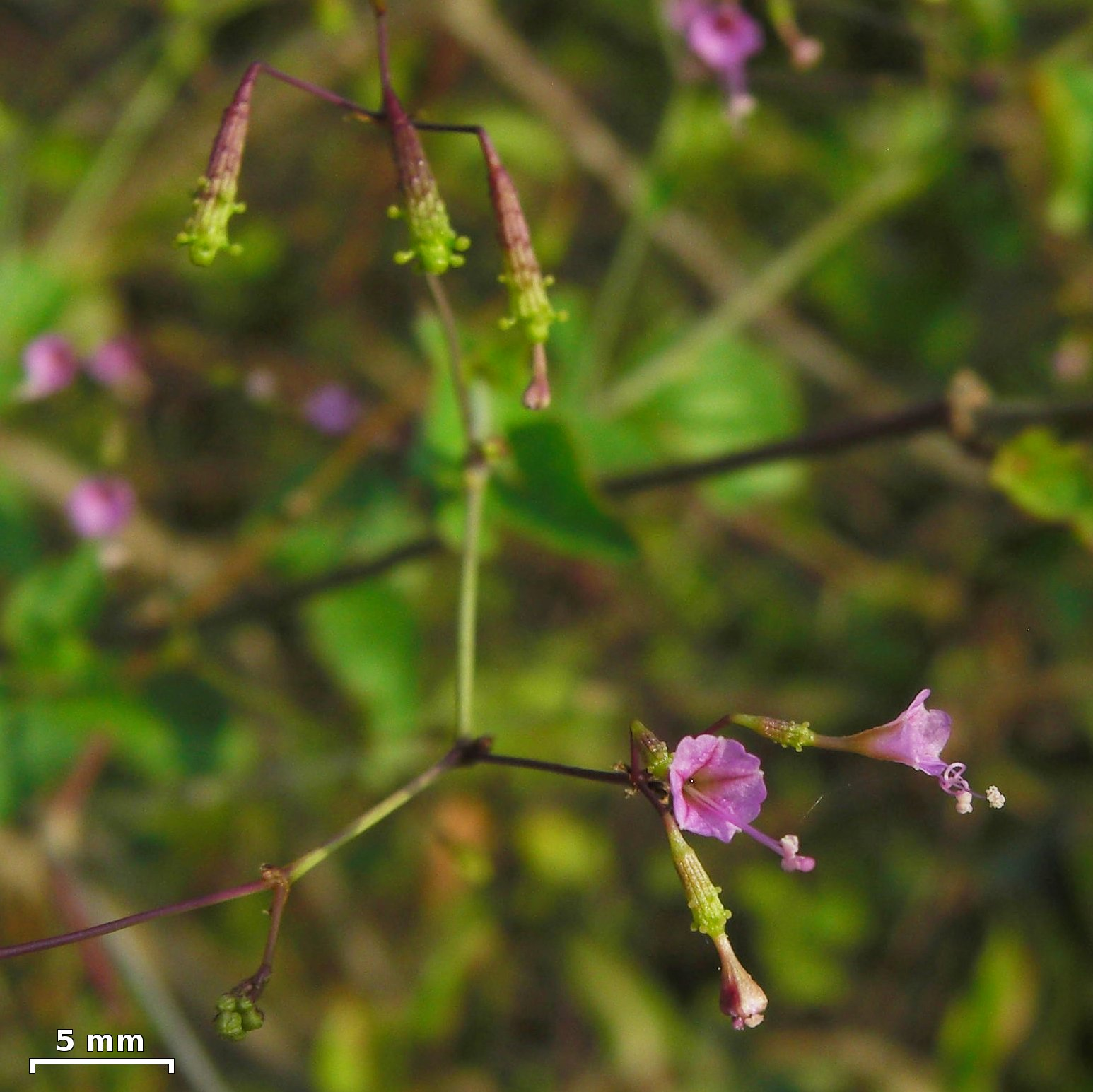
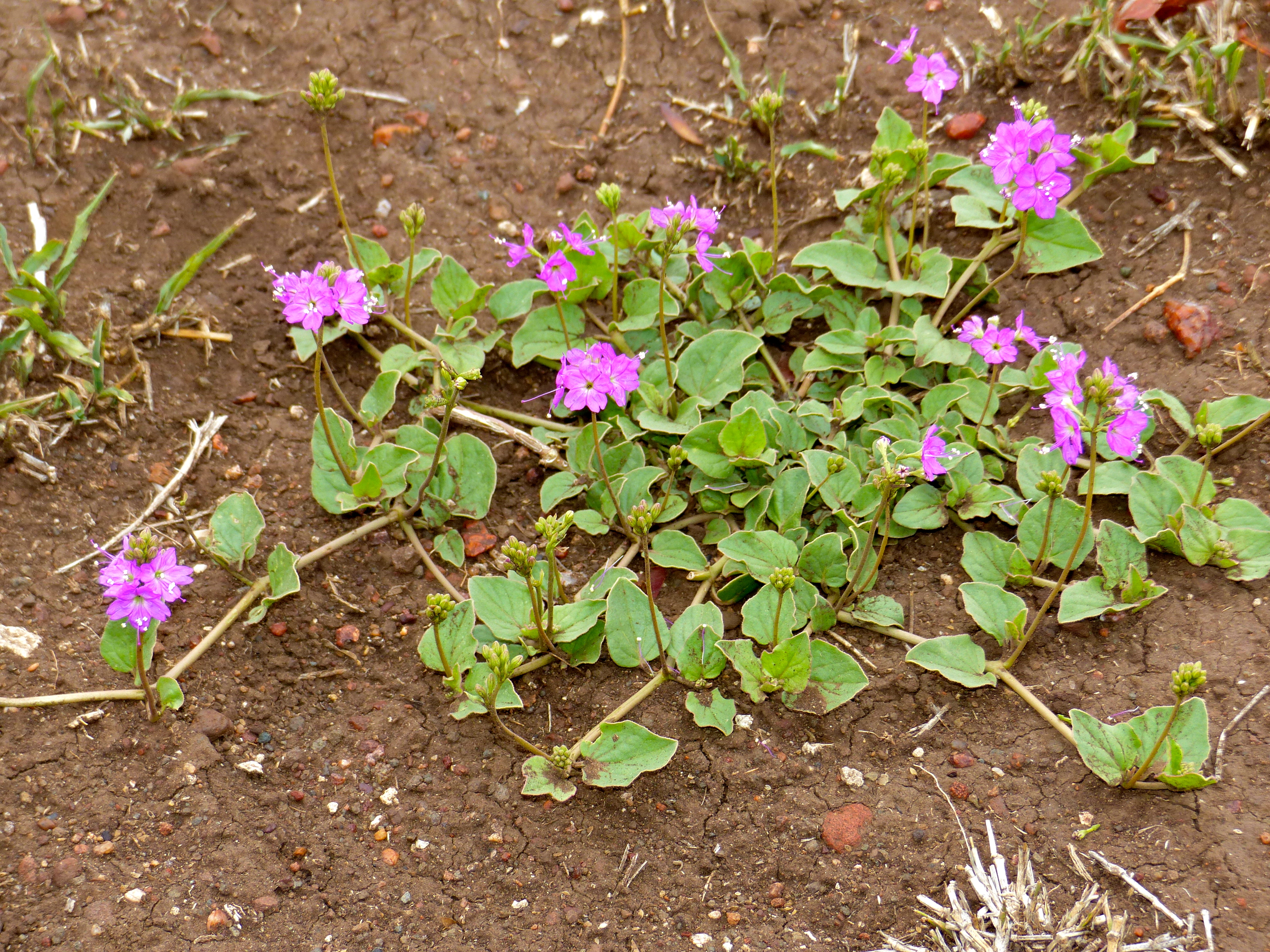